# Симферопольское водохранилище
Симферо́польское водохрани́лище (укр. Сімферопольське водосховище, крымскотат. Aqmescit yapma gölü, Акъмесджит япма голю) (в разговорной речи часто— Симферопольское море) — один из крупнейших искусственных водоёмов Крыма, создан в 1954 году. Разработкой проекта водохранилища занимался институт «Ленгипроводхоз». Предназначено для водоснабжения, орошения и нужд ГРЭС.

## Чаша водохранилища
Находится южнее города Симферополь. Имеет вытянутую форму. Снабжает водой Симферополь и некоторые населённые пункты района. Питается из реки Салгир. Максимальная ширина водохранилища 1500 метров, площадь зеркала 317 га, средняя глубина 11 метров, а максимальная глубина доходит до 32 метров. Полный объём водохранилища 36,0 млн м³, полезный — 34,0 млн м³. Высота над уровнем моря — 289 м.
В водохранилище впадает несколько балок и оврагов, которые в результате заполнения водой превратились в заливы. Вокруг водохранилища расположена охранная зона, в которой запрещены все виды хозяйственной деятельности.

## Плотина
Обследования, проведённые при проектировании плотины, показали, что известняки и конгломераты в створе плотины, особенно у левого берега Салгира, весьма неплотные и трещиноватые. В целях предотвращения просачивания воды под плотиной было пробурено до 250 скважин глубиной около 25 метров каждая, в которые под давлением нагнетался цементный раствор. Эта противофильтрационная завеса обеспечила прочность плотины. Поперёк русла в тело плотины был заложен железобетонный зуб, за ним — стена из глыб конгломератов. Их добывали тут же при строительстве аварийного водосброса у правого берега. Для создания плотины использовалась глина из специального карьера (находится недалеко от студенческого городка КФУ), который затем наполнился водой и превратился в пруд. Плотина Симферопольского водохранилища имеет высоту 40 метров, протяжённость 554 метра при ширине 10 метров. По гребню плотины проложена дорога с пешеходными дорожками и парапетами. В основании плотины проложена железобетонная галерея (трубы с полукруглым сводом шириной 4 метра, высотой 4,5 метра), в которой проложены металлические трубопроводы, подающие воду для водоснабжения Симферополя и посёлка ГРЭС, часть воды используется для орошения. По правому берегу, в створе плотины находится паводковый водосброс, облицованный железобетонными плитами. Излишки воды по нему сбрасываются в Салгир при помощи подъёма сегментных металлических запоров.

## История
При городском голове В. А. Иванове на фоне постоянного дефицита воды в городе и эпидемии холеры в 1910 году возникла идея строительства Симферопольского водохранилища. По его инициативе в 1914 году «Специальная партия по водным изысканиям» под руководством гидротехника Таврическо-Екатеринославского управления земледелия и государственных имуществ Карла Кельтсера составила проект сооружения в долине Салгира плотины, «имевшей целью увеличение водного запаса для орошения и обеспечения крымской столицы питьевой водой», вокруг искусственного водоёма планировали разбить парк. Первая мировая война помешала реализации проекта, поскольку финансирование должна была взять на себя казна с постепенным их погашением общественными организациями Крыма.
2 января 1945 года — вышло постановление Совета народных комиссаров СССР «О строительстве Симферопольского водохранилища на реке Салгир».
В 1951 году началось строительство дамбы на реке Салгир.
29 марта 1952 года — издан приказ по Министерству сельского хозяйства СССР «О составлении технического проекта Симферопольского водохранилища».
Уже 22 июня 1954 года было принято решение об отводе площадей под само водохранилище и его водоохранную зону. При выборе места для водохранилища были рассмотрены несколько вариантов: район села Пионерского, район села Перевального (ниже слияния рек Ангары и Кизилкобинки) и район у горы Битак, последний вариант и был выбран.
Новое водохранилище было наполнено водой в 1956 году. В том же году, 28 декабря, вышло постановление Совета Министров Украинской ССР «О передаче в эксплуатацию узла гидротехнических сооружений Симферопольского водохранилища». На левом берегу водохранилища был оборудован пляж: завезён морской песок, установлены кабинки для переодевания, лежаки, навесы, различные заведения общепита. Ходили небольшие пассажирские катера. В 1961 году было принято решение использовать воду Симферопольского водохранилища для питья и нужд города, и пляж был закрыт.
С 10 июля по 9 августа 2020 года силами трубопроводных батальонов Западного, Южного и Восточного военных округов был проложен временный трубопровод для переброски воды из Тайганского водохранилища. Временный трубопровод состоит из 15 ниток с тремя передвижными насосными станциями на каждой и способен перекачивать в сутки 50 тыс. м³ на расстояние более 50 км.

## Наполнение водохранилища
В июле 2010 зафиксирован рекордно высокий паводок, приток воды в водохранилище был крайне высоким.
Осенью 2012 года был рекордно низкий уровень в водохранилище, но последовавшие в декабре осадки принесли водность на реках.

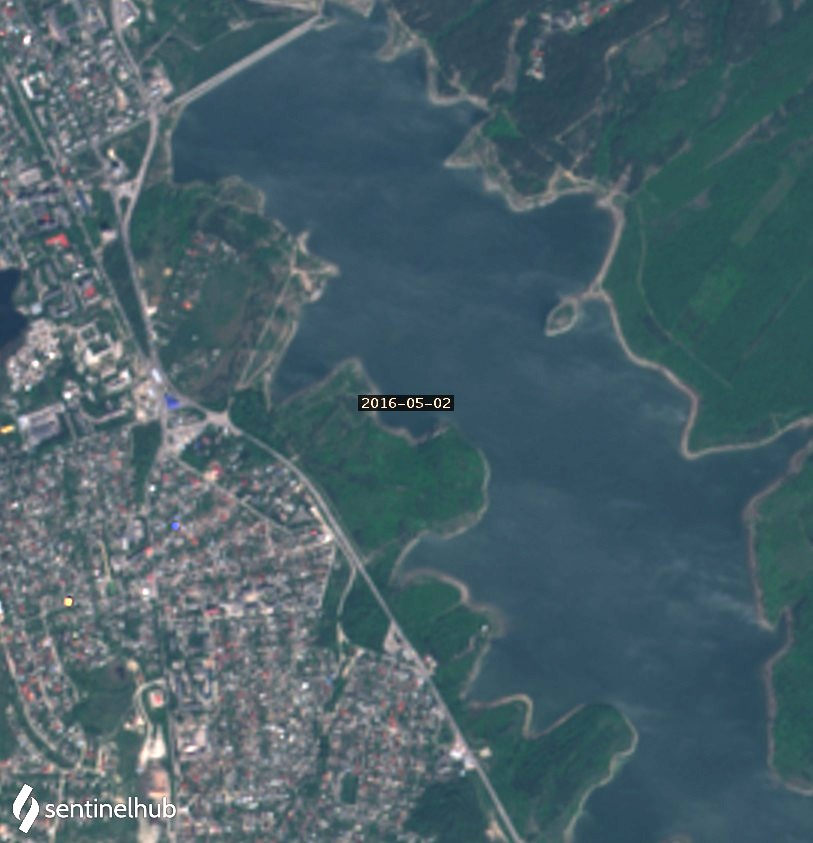
Водохранилище на космоснимке Sentinel-2 (май 2016)

В декабре засушливого 2018 года объём наполнения составлял 15,6 млн м³ или 50 %.
В ноябре 2019 года в водохранилище было 16 миллионов кубометров воды при проектном объёме 35 миллионов кубометров.
В феврале 2020 года в водохранилище было запасено 11,7 миллионов кубометров воды, из которых 5 миллионов являются неизвлекаемым остатком.
В Симферопольском водохранилище на 3 апреля 2020 года осталось 11 млн м³ воды. На 13 апреля 2020 года водохранилище было заполнено на 28,9 % от нормального объёма.

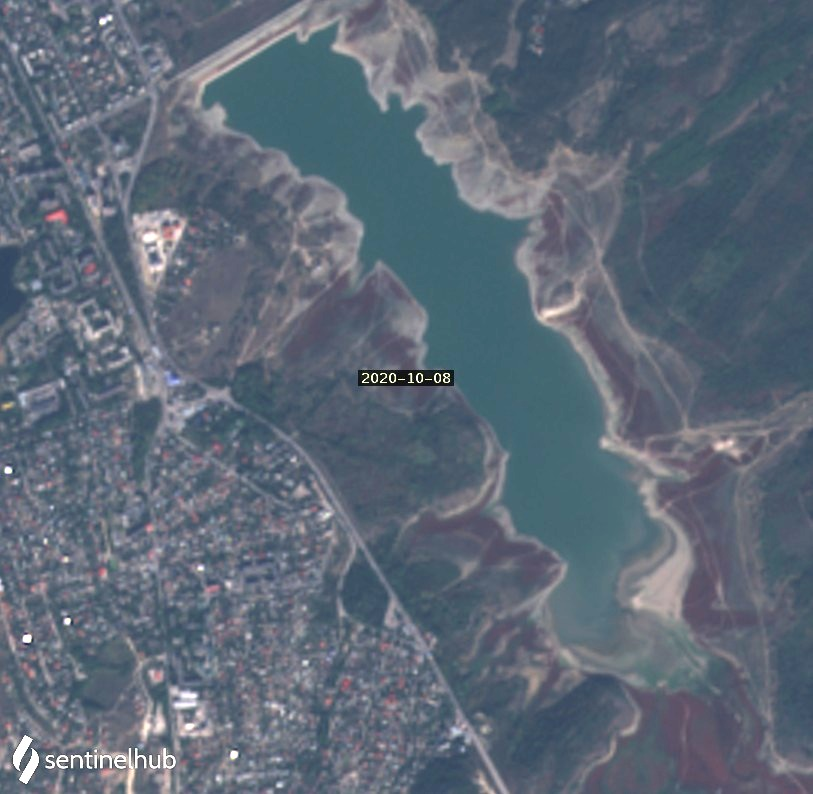
Водохранилище на космоснимке Sentinel-2 (октябрь 2020)

На конец августа 2020 года в водохранилище оставалось 7 млн м³ воды, в начале октября — 6 млн м³, в ноябре — 4,9 млн м³ воды. В январе 2021 года прекращена подача воды из водохранилищ, питающих Симферополь. В Симферопольском при этом оставалось менее 0,8 млн м³, при этом в воде прошедшей очистку наблюдалось повышенное содержание аммиака. В феврале 2021 года снабжение Симферополя поверхностными водами прекращено.
В мае 2021 года приток составил 0,534 млн м³.

Симферопольское водохранилище
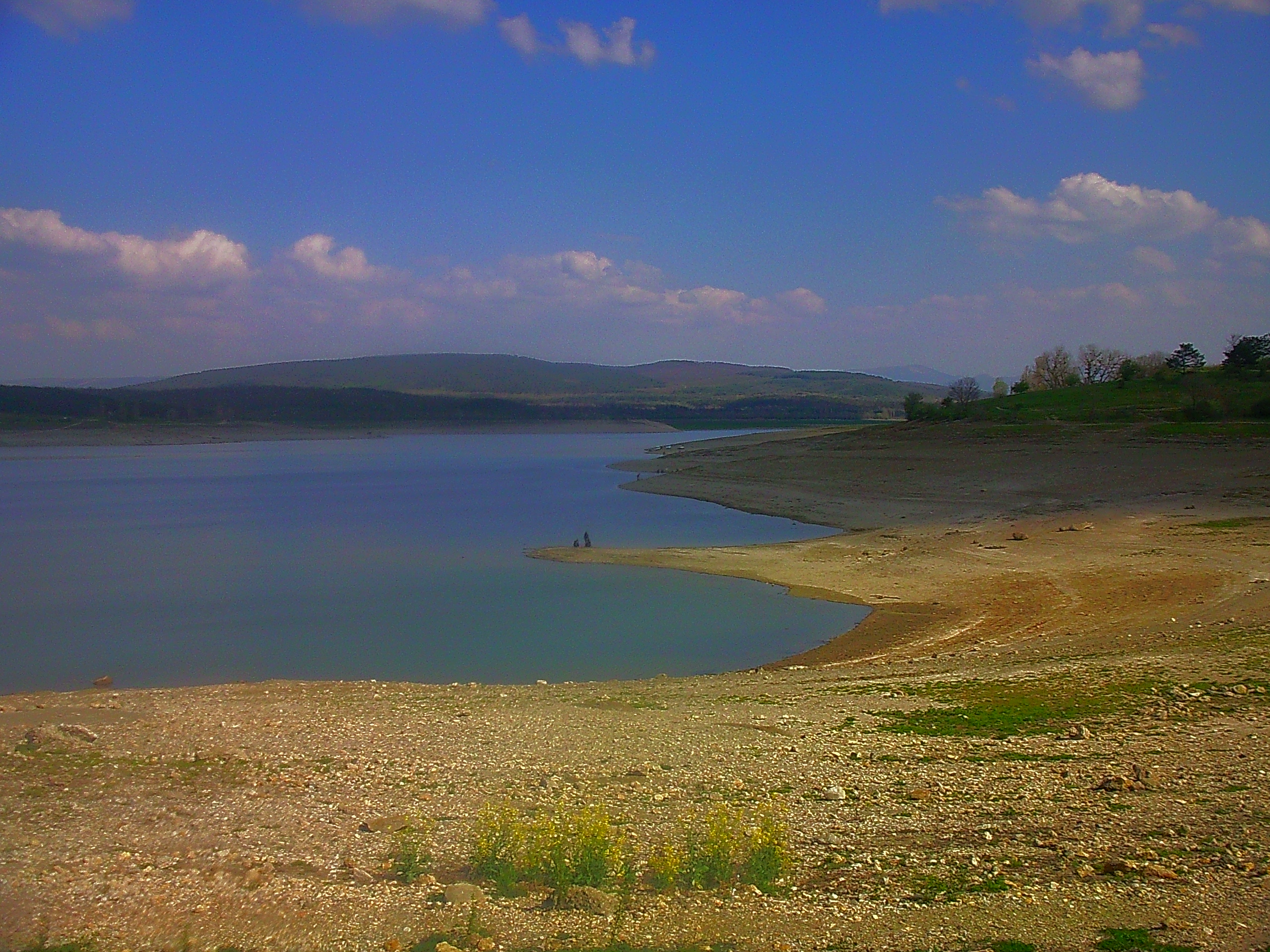
Обмелевшее водохранилище в апреле 2013 года
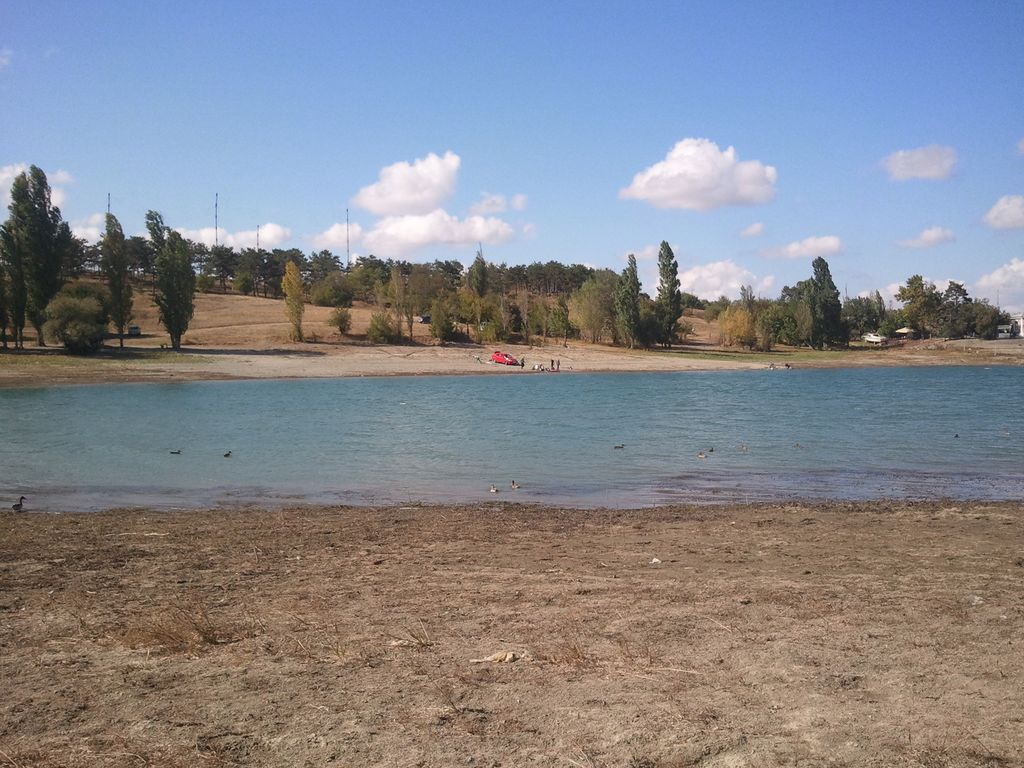
Обмелевшее водохранилище в сентябре 2019 года
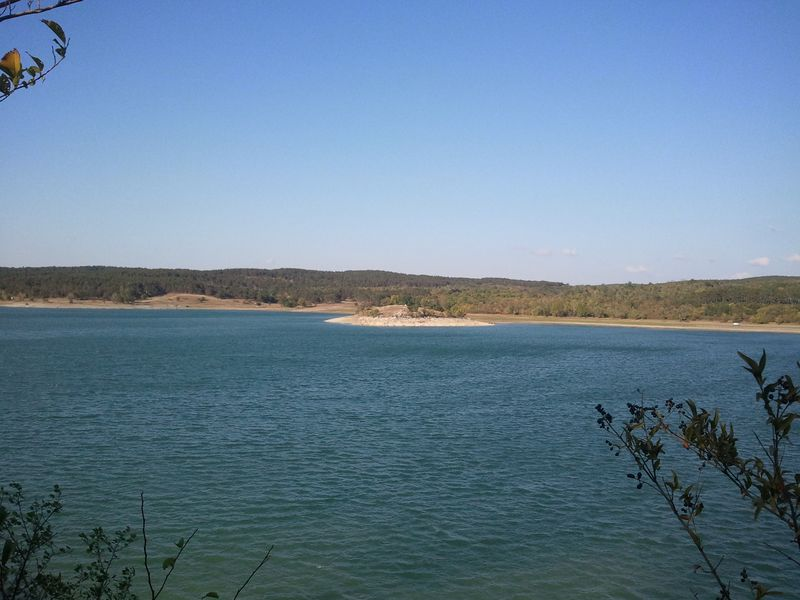
Островок-глыба пермских известняков из-за обмеления водохранилища перестал быть островком, сентябрь 2019
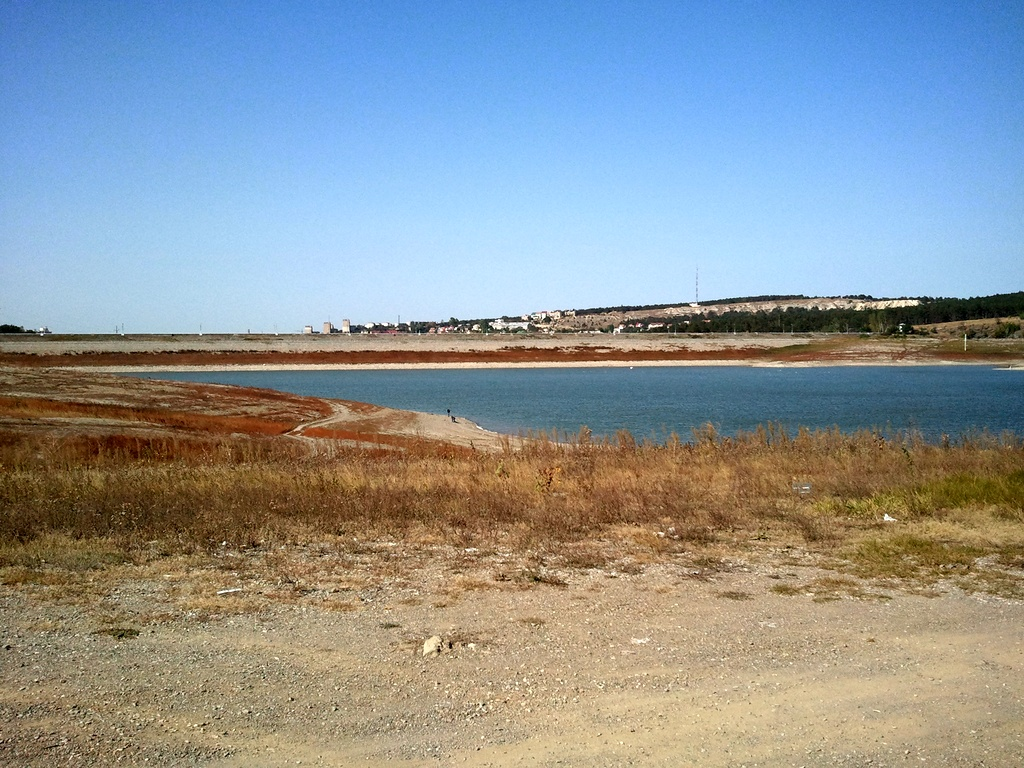
Обмелевшее Симферопольское водохранилище в конце сентября 2020 года.

## Рыбные ресурсы
В водохранилище обитают карп, судак, щука, плотва, карась, лещ, окунь. В определённые сезоны года разрешена любительская рыбная ловля, но только с берега.